# 바르바라 레니에
바르바라 레니에(Bárbara Lennie, 1984년 4월 20일 ~ )는 스페인의 배우이다.

## 작품 목록
- 내가 사는 피부 (2011)
- 마법소녀 (2014)
- 마리아와 다른 사람들 (2016)
- 인비저블 게스트 (2016)
- 페트라 (2018)